# Ham-sur-Heure-Nalinnes
Ham-sur-Heure-Nalinnes (en való Han-Nålene) és un municipi belga de la província d'Hainaut a la regió valona. Està compost pels antics municipis de Cour-sur-Heure, Ham-sur-Heure, Jamioulx, Marbaix-la-Tour i Nalinnes. L'1 de gener del 2024 tenia 13.826 habitants.